# Maïrom
Maïrom est un village de la Région du Nord au Cameroun. Il est situé dans la commune de Madingring dans le département du Mayo-Rey.

## Géographie
Mairom est localisé à 8°39‘18"N de latitude et 15°03‘02"E de longitude. Le village est à proximité des localités de Yagoye (5.3 km), de Gor (6.4 km), de Winde (20 km), de Madingring Ville (28 km), de Gandaye (36 km).
Le climat dans l'arrondissement de Madingring est un climat tropical soudano-guinée. Il est caractérisé par 6 mois de pluie, puis 3 mois de saison sèche et enfin 3 mois de climat de transition. La hauteur des précipitations est mesurée entre 1200 et 1500 mm/an.

## Infrastructure et association
Le village dispose d'une école.

## Population et Société

### Population totale
En 2005, la population recensée du village était de 248 habitants. En 2014, la population recensée du village était de 390 habitants.

### Répartition de la population selon les âges
| Hommes | Classe d’âge | Femmes |
| ------ | ------------ | ------ |
| 29     | 0–5          | 34     |
| 28     | 6–13         | 29     |
| 36     | 14–19        | 29     |
| 37     | 20–34        | 43     |
| 37     | 35–59        | 56     |
| 18     | 60–+         | 14     |